# Almașu, Sălaj
Almașu (în maghiară Váralmás, alternativ Nagyalmás, colocvial Almás, în trad. "Merești") este satul de reședință al comunei cu același nume din județul Sălaj, Transilvania, România.
Date despre satul Almaș apar în socotelile de dijmă ale Episcopiei de Oradea unde figurează satul Almaș - Munestura, între anii 1291-1294, apoi satul apare pomenit în documente cu numele de Almaș, între anii 1335-1337, sacerdos de vila Almaș, în 1370 cetatea - Castru Almaș, în 1459 Castelani Castri de Almaș Wara, în 1470 oppidum Almaș, în 1549 Nagy Almaș, iar în 1854 cu numele Almaș.
Din punct de vedere etnografic, comuna face parte din Țara Călatei (în maghiară Kalotaszeg).

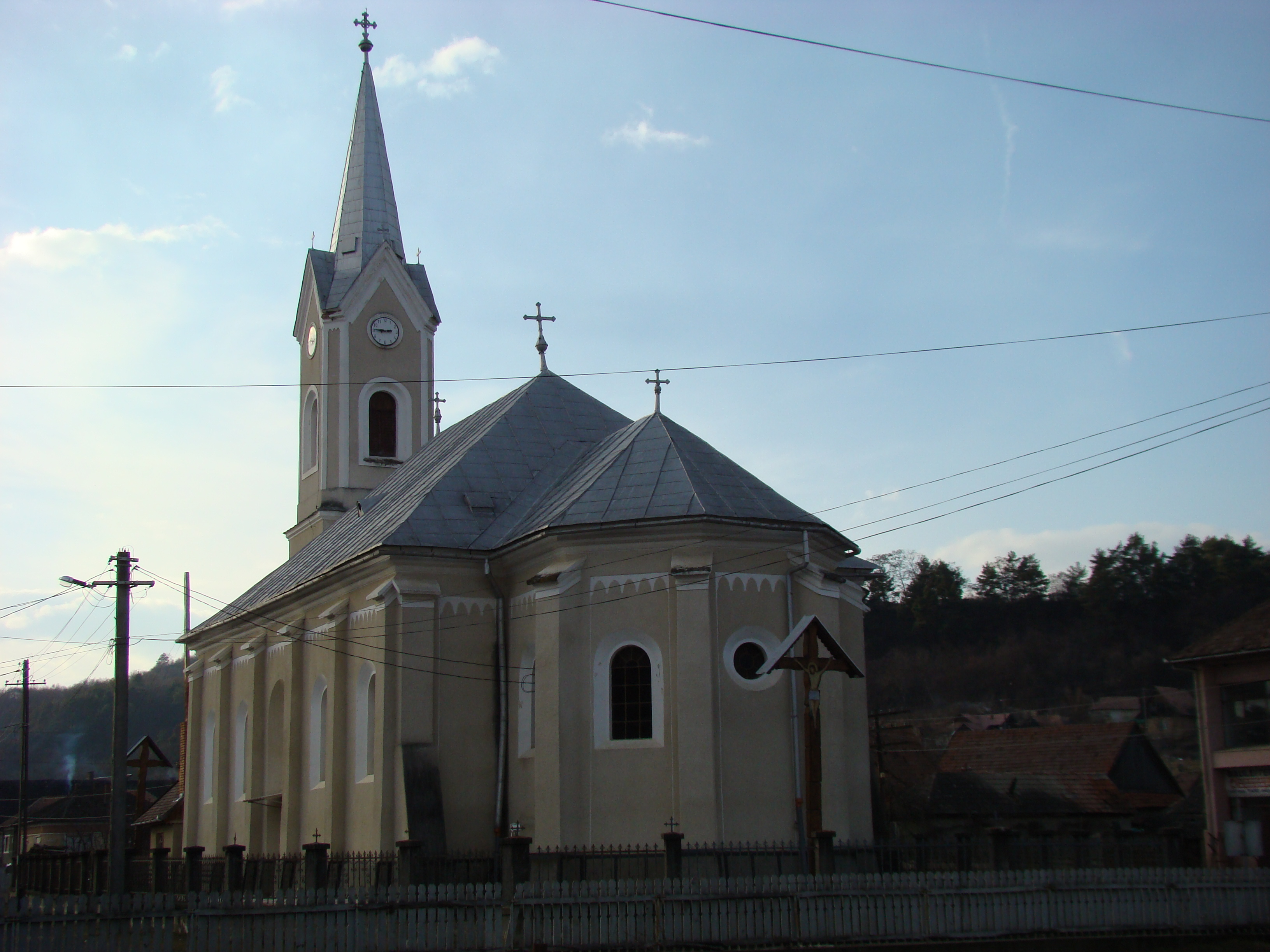
Biserica ortodoxă din Almașu, construită în 1854

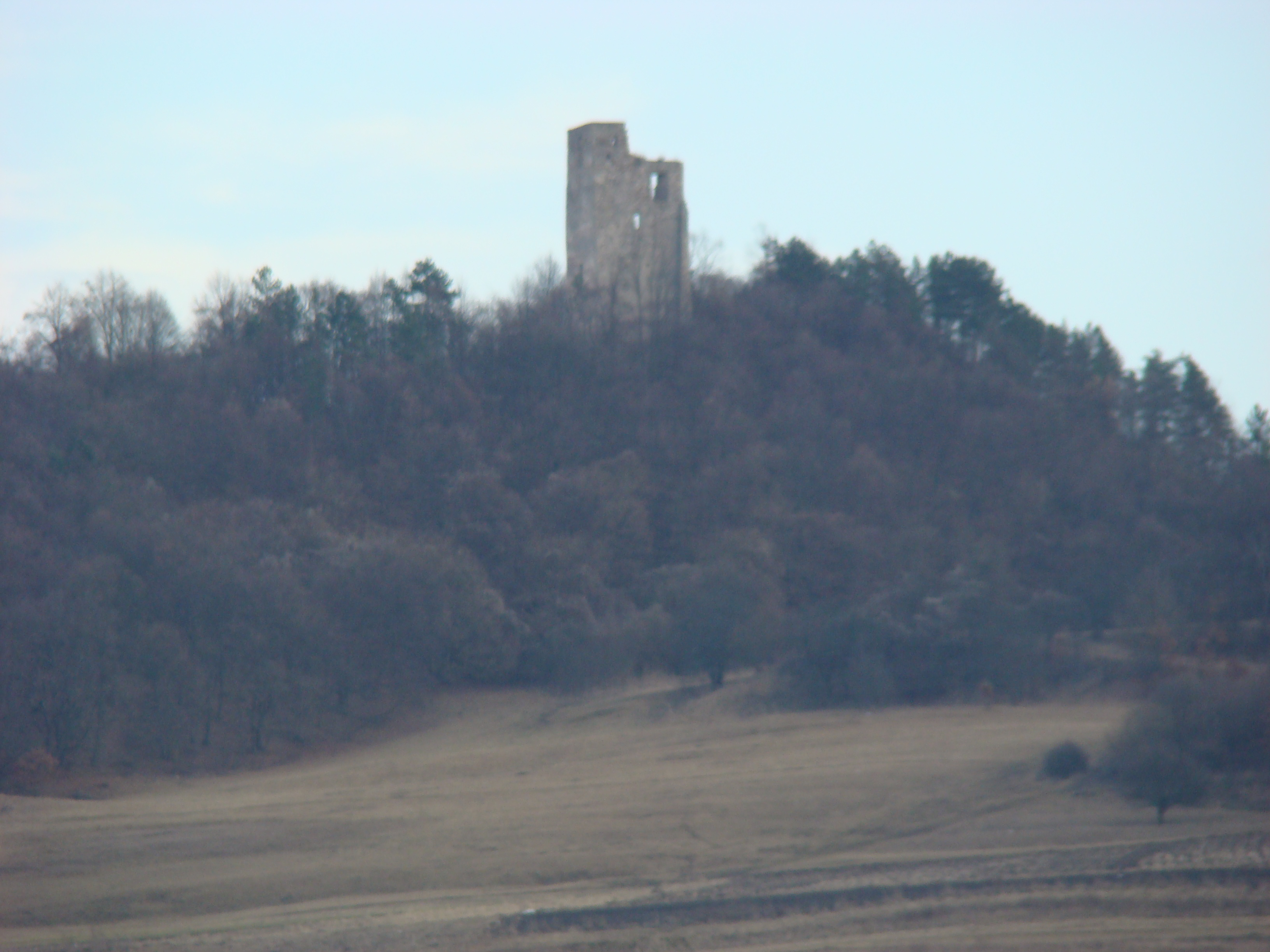
Ruinele Cetății Almașului

## Obiective turistice, monumente
- Cetatea medievală (astăzi ruinată), una dintre cele mai vechi și mai puternice cetăți medievale din Transilvania, construită între anii 1247-1278.
- Castelul Csáky, ridicat în perioada 1815-1819, în ziua de azi existând doar ruine.[4]
- Monumentul Eroilor Români din Primul și Al Doilea Război Mondial. Monumentul eroilor români din cele două războaie mondiale este amplasat în centrul localității și este de forma unui obelisc. Acesta este realizat din beton, este împrejmuit cu un gard din fier și are o înălțime de 5,5 m. Pe partea frontală a obeliscului este inscripționat următorul text: „SLAVĂ EROILOR CĂZUȚI ÎN RĂZBOAIELE DINTRE ANII 1914–1918 ȘI 1940–1944.“[4]